# Jemma Redgrave
Jemima 'Jemma' Redgrave (Londen, 14 januari 1965) is een Brits actrice.

## Familie
Redgrave werd geboren in Londen als dochter van Corin Redgrave; haar ouders scheidden toen ze negen was. Haar moeder stierf in 1997 aan borstkanker en haar vader stierf in 2010 aan kanker. Redgrave is een nicht van Vanessa Redgrave, Lynn Redgrave, Joely Richardson en Natasha Richardson (die tot haar dood getrouwd was met Liam Neeson).
Redgrave was van 1992 tot en met 2020 getrouwd waaruit zij twee zonen heeft.

## Biografie/carrière
Redgrave ging op achttienjarige leeftijd studeren aan de London Academy of Music and Dramatic Art in Londen.
Redgrave begon in 1988 met acteren in de televisieserie Tales of the Unexpected, waarna zij nog meerdere rollen speelde in televisieseries en films.

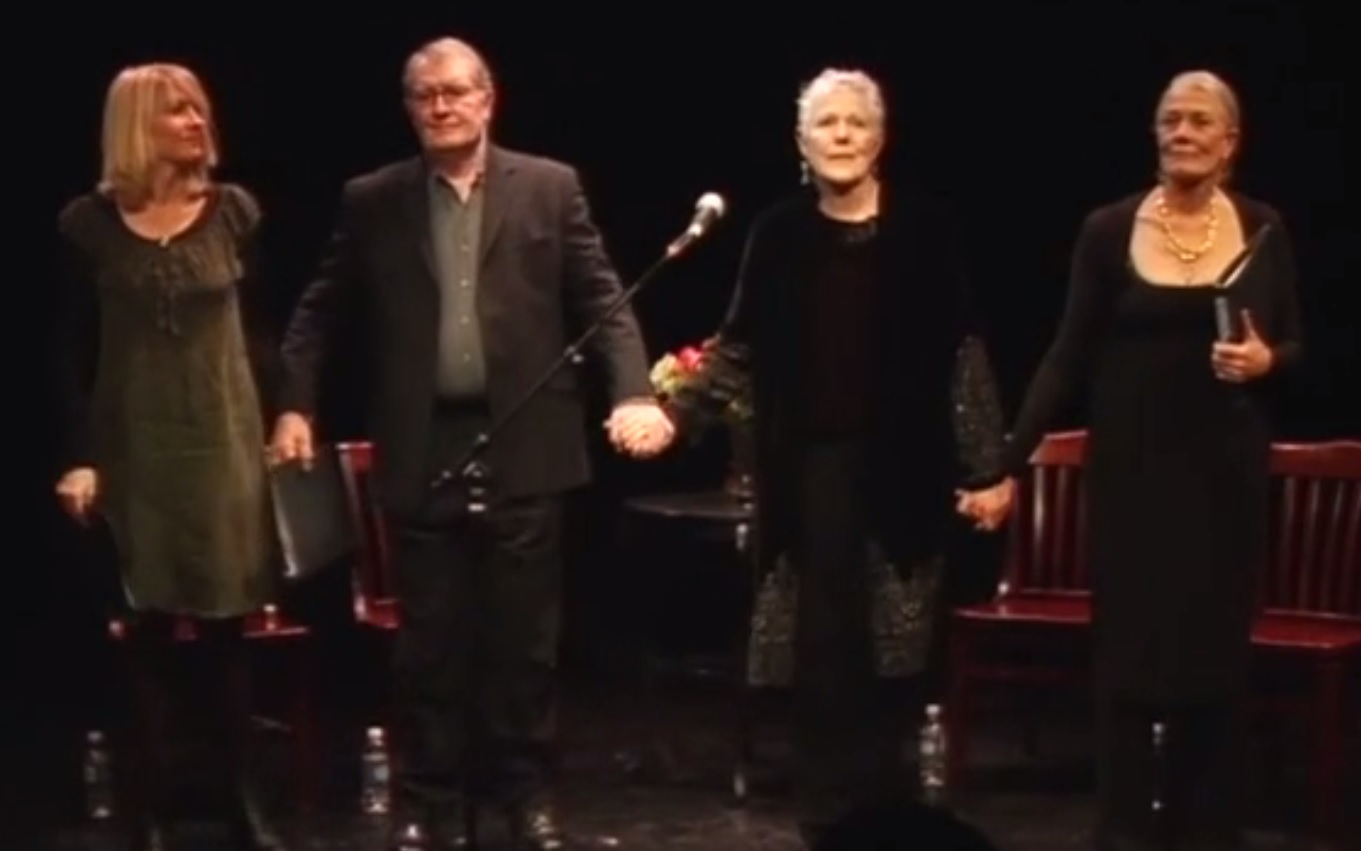
Jemma Redgrave met haar vader Corin en tantes Lyn en Vanessa in 2007

## Filmografie

### Films
Uitgezonderd korte films.
- 2024 The Beekeeper - als president Danforth
- 2021 Demon - als bankmanager
- 2021 Barnes' People - als dr. Rosa Hamilton
- 2017 Life in Black - als Briony
- 2016 Chubby Funny - als emotionele vrouw
- 2016 The Afghan - als Leslie
- 2016 Love and Friendship - als Lady DeCourcy
- 2015 Churchill: 100 Days That Saved Britain - als Clementine Churchill
- 2007 The Relief of Belsen - als Jean McFarlane
- 2007 Mansfield Park - als Lady Bertram
- 2007 Cold Blood 2 - als Eve Granger
- 2006 Lewis - als Trudi Griffon
- 2005 Lassie - als Daisy
- 2005 Cold Blood - als Eve Granger
- 2005 Like Father Like Son - als Dee Stanton
- 2005 Tom Brown's Schooldays - als Mary Arnold
- 2004 Amnesia - als Jenna Dean
- 2003 I'll Be There - als Rebecca Edmonds
- 2002 Moonlight - als moeder
- 2002 The Swap - als Jen Forrester
- 2000 Blue Murder - als Gale
- 1998 The Acid House - als Jenny
- 1994 La chance - als Emily
- 1993 Diana: Her True Story - als Carolyn Bartholomew
- 1992 Howards End - als Evie Wilcox
- 1988 Dream Demon - als Diana

### Televisieseries
Uitgezonderd eenmalige gastrollen.
- 2021-2023 Doctor Who - als Kate Lethbridge-Stewart - 10 afl.
- 2020-2023 Silent Witness - als DI Jill Raymond - 5 afl.
- 2019-2022 Grantchester - als Amelia Davenport - 8 afl.
- 2016-2022 Holby City - als Bernie Wolfe - 68 afl.
- 2012-2015 Doctor Who - als Kate Lethbridge-Stewart - 6 afl.
- 2013-2014 Dracula - als Minerva Westenra - 3 afl.
- 2013 Frankie - als dr. Zoe Evans - 6 afl.
- 2009 Unforgiven - als Rachel Belcombe - 3 afl.
- 2007-2008 Cold Blood - als Eve Granger - 3 afl.
- 2007 Waking the Dead - als Sophie Wall - 2 afl.
- 2004 The Grid - als MI6 agente Emily Tuthill - 2 afl.
- 2001-2002 Judge John Deed - als Francesca Rochester - 3 afl.
- 2000 Fish - als Joanna Morgan - 6 afl.
- 1995-1998 Bramwell - als dr. Eleanor Bramwell - 27 afl.
- 1998 Mosley - als Cimmie Curzon - 4 afl.
- 1991 All Good Things - als Elaine Wilson - 5 afl.
- 1990 The Real Charlotte - als Pamela Dysart - 3 afl.

- Bibliothèque nationale de France: cb14219466g (data)
- Gemeinsame Normdatei: 141023961
- International Standard Name Identifier: 0000 0000 7840 855X
- Library of Congress Control Number: no2007048677
- Nationale Bibliotheek van Tsjechië: xx0097923
- Nationale Bibliotheek van Israël: 987012384899205171
- Nederlandse Thesaurus van Auteursnamen: 31897729X
- Virtual International Authority File: 81149106169368491188